# Ilaw at Panitik
Ilaw at Panitik – filipińskie stowarzyszenie literackie. Utworzone w początkach drugiej dekady XX wieku, za główny cel postawiło sobie wspieranie języka tagalskiego. Przyczyniło się do jego standaryzacji oraz uznania za język narodowy Filipin. Zapisało się w historii tagalskiej literatury, jego członkiem był między innymi Jose Corazon de Jesus, najważniejsza postać filipińskiej literatury okresu panowania amerykańskiego.

## Historia i działalność
Stowarzyszenie literackie Ilaw at Panitik powstało w stołecznej Manili. Data jego utworzenia nie wynika jasno ze źródeł. Jedne wskazują na rok 1912, zaś inne wspominają o roku 1915. Założycielami Ilaw at Panitik byli: Buenaventura G. Medina, Agripino Reyes, Angel de los Reyes, Honorato de Lara oraz Remigio Mat. Castro. Pojawiło się kilka lat po powołaniu Aklatang Bayan, uznawanego za pierwsze filipińskie stowarzyszenie literackie. Było jednym z wielu stowarzyszeń skupiających się na literaturze, które pojawiły się na archipelagu w okresie panowania amerykańskiego, zwłaszcza w Manili i jej najbliższych okolicach. Szybko stało się jednym z kluczowych ogniw filipińskiego życia literackiego, głównie dzięki swojej liczebności, kontaktom politycznym oraz zaangażowaniu współtworzących je twórców. Rywalizowało głównie ze wspomnianym już Aklatang Bayan, grupą bardziej konserwatywną i tradycjonalistyczną. W 1935 roku doczekało się kolejnego istotnego konkurenta, tym razem stojącego na pozycjach modernistycznych. Było nim Kapisanang Panitikan założone przez Clodualdo del Mundo oraz Alejandra G. Abadillę.
Generalnie uznawane jest za organizację reprezentującą tradycje tagalskiego romantyzmu. Jego nazwa sugerować miała wykorzystanie literatury jako narzędzia na drodze do wolności i odkupienia. Powołane do życia w reakcji na skostnienie, konserwatyzm oraz elitarność Aklatang Bayan. Swój nadrzędny cel – wspieranie rozwoju języka tagalskiego oraz wyrosłej zeń kultury – realizowało na wiele sposobów. Organizowało lub finansowało bale oraz spotkania literackie w różnych prowincjach kraju. Dbało o wspieranie nowych form ekspresji twórczej, zwłaszcza tych osadzonych silnie w rodzimym, filipińskim kontekście kulturowym. Organizowało sesje balagtasanu w rozmaitych miastach archipelagu. Balagtasan to rodzima dla Filipin forma literacka, rodzaj debaty poetyckiej, która po raz pierwszy pojawiła się w 1924 roku. Dzięki wpływom w krajowych elitach władzy było w stanie brać udział, czy nawet współorganizować spotkania z prominentnymi politykami. Znalazł się wśród nich również prezydent Manuel Luis Quezon. Wspierało także rozwój rodzimego teatru oraz prowadziło własną aktywność wydawniczą.
Jego członkowie aktywnie uczestniczyli w sporach i debatach w łonie filipińskiej inteligencji początku dwudziestego stulecia. Bardzo silnie akcentowali przy tym służebność literatury wobec społeczeństwa. Uznawali się za mga kawal ng panulat (żołnierzy pióra). Twierdzili także, iż przynależność do organizacji niesie za sobą poważne zobowiązania wobec zarówno kraju ojczystego, jak i jego mieszkańców. Wspierali uznanie tagalskiego za narodowy język Filipin. Ich wysiłki na tym polu zasadniczo przyniosły skutek 31 grudnia 1937 roku, kiedy to prezydent Quezon ogłosił utworzenie opartego właśnie na tagalskim języka narodowego. Od lat 60. XX stulecia określa się go jako język filipiński.
Długoletnim przewodniczącym Ilaw at Panitik był Jose Esperanza Cruz, redaktor pisma Liwayway. Działał w nim również Jose Corazon de Jesus, uznawany za najważniejszą postać filipińskiej literatury okresu panowania amerykańskiego. Wśród innych jego członków wymienia się twórców takich jak Deogracias Rosario, Carmen S. Herrera, Catalino V. Flores, Domingo Raymundo, Francisco M. Vasquez, Hilaria Labog, Jose Bal. Paguia, Lazaro Francisco, Narciso Asistio, Mateo Cruz Cornelio, Teofilo Sauco i Teodoro Gener.

## Znaczenie
Ilaw at Panitik znalazło swoje miejsce w filipińskiej historii. Było jednym z pierwszych stowarzyszeń literackich w historii Filipin. Jego znaczenie wykracza jednak poza samo tylko dostarczenie zrębów struktur organizacyjnych rodzimemu środowisku pisarzy i poetów. Twórcy w nim skupieni odegrali znaczącą rolę w standaryzacji języka tagalskiego, zwłaszcza zaś w wypracowaniu ogólnie akceptowalnych zasad gramatycznych oraz reguł rządzących współczesną tagalską składnią. Przyczynili się tym samym do ugruntowania centralnej pozycji tegoż właśnie języka w wielokulturowym i zróżnicowanym lingwistyczne życiu społeczno-politycznym archipelagu.